# Federico VI de Zollern
Federico VI de Zollern (en alemán: Friedrich VI. von Zollern) (fallecido el 4 de mayo de 1298), apodado el Caballero (der Ritter) o el Viejo (der Ältere), fue conde de Zollern.

## Biografía
Federico era hijo del conde Federico V y de su esposa Udilhild de Dillingen. Sucedió a su padre alrededor de 1288 como conde de Zollern. Más tarde, ese mismo año, dividió su herencia con su hermano menor, Federico el Joven. Federico VI mantuvo las tierras ancestrales del condado de Zollern, con el castillo de Hohenzollern y las áreas circundantes, mientras que su hermano menor recibió los señoríos de Schalksburg y Mühlheim. Así, a finales del siglo XIII, la línea de Schalksburg fundada por este se separó de la rama principal y se extinguirá en 1408. En el siglo XIV, la tierra de Federico estaba entonces gobernada por la línea de Estrasburgo y la línea de la familia del conde Negro, que se extinguió a su vez en 1412.
En 1296, Federico vendió algunas propiedades a la abadía de Bebenhausen.

## Matrimonio e hijos
En 1281, Federico se casó con Cunegunda (1265-1310), la hija del margrave Rodolfo I de Baden, con quien tuvo los siguientes hijos:
- Alberto
- Cunegunda (fallecida entre 1380 y 1384), abadesa de la abadía de Lichtenthal;
- Federico VII (fallecido en 1309), conde de Zollernmm, casado en 1298 con la condesa Eufemia de Hohenberg (fall. 1333)
- Federico VIII "Domingo de Pascua" (fall. 1333), conde de Hohenzollern
- Sophia (fallecida después de 1300), monja en  la abadía de Stetten
- Federico (fall. 1361)